# Rosanna Marani
Rosanna Marani (Imola, 12 ottobre 1946) è una giornalista e conduttrice televisiva italiana.

## Biografia
Prima giornalista sportiva professionista, si è affermata nel giornalismo con La Gazzetta dello Sport, realizzando il 18 novembre 1973, un'intervista a Gianni Rivera che era in silenzio stampa da 6 mesi. Ha collaborato con Il Giornale d'Italia e il Resto del Carlino sotto la guida di Gualtiero Vecchietti e con il Guerin Sportivo, titolare di una rubrica Io li spoglio subito, direttore Italo Cucci. È stata sì la prima donna a diventare giornalista professionista sportiva nel 1976, ma è anche stata la prima giornalista a condurre una trasmissione sportiva in TV. Per Telenorditalia, emittente lombarda, ha condotto infatti Bar Sport, un talk show dedicato al calcio, allo sport e ai protagonisti degli anni settanta. Inoltre nel 1974, è stata anche la prima giornalista a seguire il Giro d'Italia.
Successivamente a La Gazzetta dello Sport, la sua carriera si è sviluppata interamente in televisione. Per Telemilano, la prima rete televisiva Fininvest, è stata inviata dei notiziari, di Buongiorno Italia, di Viva le donne, di Record, di Superflash e de Gli speciali.
Per la Rai ha lavorato in: Giorni d'Europa, 7 Giorni al Parlamento con Gianluca Di Schiena, È quasi goal, Il processo del lunedì con Marino Bartoletti, TG3 Telesogni con Claudio Ferretti. 
Tra le interviste realizzate, si ricorda quella trasmessa dalla Rai al Tg1 delle 13 e a TV7, a Rosa Bossi, la madre di Silvio Berlusconi, l'unica esistente e di cui la signora Marani possiede i diritti d'autore in esclusiva. L'intervista è stata inserita, senza l'autorizzazione della giornalista, in Silvio forever. Autobiografia non autorizzata di Silvio Berlusconi, un documentario di Roberto Faenza e Filippo Macelloni, scritto da Sergio Rizzo e Gian Antonio Stella e distribuito dalla Lucky Red.
Durante un breve periodo a Telemontecarlo è stata inviata di Sport Show, del Tg e di Mondocalcio.
Negli anni novanta, Carlo Tumbarello la chiamò ad Odeon TV per la rubrica “Cavoli a merenda” all'interno della trasmissione Forza Italia, condotta da un giovane Fabio Fazio.
A Telelombardia, negli anni novanta, Rosanna Marani partecipò a Novantesimo donna, condotto da Eliana Jotta, con una rubrica fissa in cui assegnava voti di merito e demerito ai calciatori, bacchettando i comportamenti meno sportivi.
Lavorò a Telenova, inviata di Fax 13, e ad Antennatre, inviata di Marinasumagol, Non solo bici, Antenna tredici, Visti a San Siro, Speciali cronaca e politica, nella quale intervistava i politici tifosi.
È stata sposata due volte: con Pierluigi Aprà, attore distintosi ne La Cina è vicina di Marco Bellocchio, morto prematuramente a 37 anni, e con Vincenzo Celentano, deceduto nel 2017. Ha tre figli: Gabriele, Andrea e Giulia e tre nipoti, Giacomo e Gaia, nati dal matrimonio di Gabriele con Elena Torzuoli e Francesco, nato dal matrimonio di Giulia con Roberto Carboni.
Attualmente in pensione, molto attiva in rete, collabora con testate online, scrive poesie, editoriali e aforismi ed è impegnata nel volontariato, in battaglie sociali a tutela dei senza voce, dell'ambiente e degli animali.
È autrice del testo di Come un tiranno, canzone musicata dal Maestro Piero Pintucci, interpretata da Rita Pavone e da Domenico Modugno.
Nell'aprile del 2013, con la lirica “Veglia”, Rosanna Marani si è aggiudicata la seconda edizione del Premio “Alda Merini” di Poesia, curato dall’Accademia dei Bronzi e da Vincenzo Ursini Edizioni.

## Onorificenze
- La sua foto compare nel Famedio de La Gazzetta dello sport, tra quelle dei fondatori, dei direttori, delle firme più prestigiose del quotidiano.
- Premio Donna Sport 1991
- Premio La Torretta 2009
- Premio Ambrogino d'oro 2015
- GLGS Premio Alberto Zardin alla Carriera 2017
- Premio Aldo Biscardi alla Carriera 2024
- Premio Donne Coraggiose 2025
- Premio Gazzetta dello Sport alla Carriera  2025

## Menzioni
- Tesi di Laurea di Ilaria Macchi, Silvia Dalla Costa, Fanny Xhajanka, Giada Masieri, Chiara Colnaghi, Valeria Izzo, Tiziana Lucioli, Marta Fantoni, Laura Cherubini, Stefania Putzu, Veronica Fumarola, Veronica Celi, Lucrezia Buongiorno, Egle Patanè, Alessia Napoli, Marika Brunetti, Barbara Venerito, Francesca Devincenzi, Enzo Cairone, Sebastiana Risso, Antonella Giordano
- Atleta al femminile di Gian Maria Madella, Edizioni EditNova, 1979
- Maledetti giornalisti di Gianni de Felice, Conti Editore, 1992
- Voglio entrare negli spogliatoi di Francesca Devincenzi, Sassoscritto Editore, 2010
- Racconti di sport di Italo Cucci ASI Nazionale, 2023
- Greta Beccaglia, Primo premio “Gianfranco Civolani” con filmato dedicato alla mia carriera, 2023
- Pezzi di colore di Franco Bonera (giornalista), Edizione Ultra Sport, 2024